# Гордана Янкулоска
Гордана Янкулоска (на македонска литературна норма: Гордана Јанкулоска) е северномакедонски политик, министър на вътрешните работи в правителствата на Никола Груевски през 2006–2015.

## Биография
Гордана Янкулоска е родена на 12 октомври 1975 година в Охрид, тогава във Федерална Югославия. През 1999 г. завършва Юридическия факултет на Скопския университет „Св. св. Кирил и Методий“. През 2003 г. завършва магистратура в Университета на Кент, Кентърбъри, Великобритания със специалност Международно търговско право на тема „Нормативните рискове и чуждестранните инвестиции“.
През юли 2004 г. Правният факултет при Университета на Кент ѝ дава Наградата за изключителни приноси в областта на правото.
Янкулоска е омъжена за икономиска и политик Влатко Илиевски. Говори английски език и има основни познания по албански и немски език.

### Професионално развитие
- От 1999 до 2000 работи като юрист в частния сектор.
- От 2000 до 2002 е държавен съветник в Министерство за финансите на Република Маедония, където в същото време е и шеф на Кабинета на министъра.
- От септември 2004 г. работи като генерален секретар на ВМРО-ДПМНЕ до избирането ѝ за министър за вътрешните работи.

На 27 август 2006 г. Гордана Янкуловска е назначена за министър на вътрешните работи на Република Македония.
Гордана Янкуловска е един от най-близките хора на премиера Никола Груевски и заема ключовия министерски пост във всички негови правителства, но на 12 май 2015 г., три дни след Кумановския инцидент, тя е принудена да подаде оставка като министър.

### Други функции
Янкулоска също така е председател на управителните съвети на „Национална платежна картичка А.Д.“ – Скопие и на Централния регистър; член е на управителните съвети на „Center of Excellence in Finance” – Любляна; председател на комисията за денационализация и член на Съвета по денационализация.